# Musaranya elefant pàl·lida
La musaranya elefant pàl·lida (Elephantulus intufi) es troba a Angola, Botswana, Namíbia i Sud-àfrica.